# Тикси (снегоход)

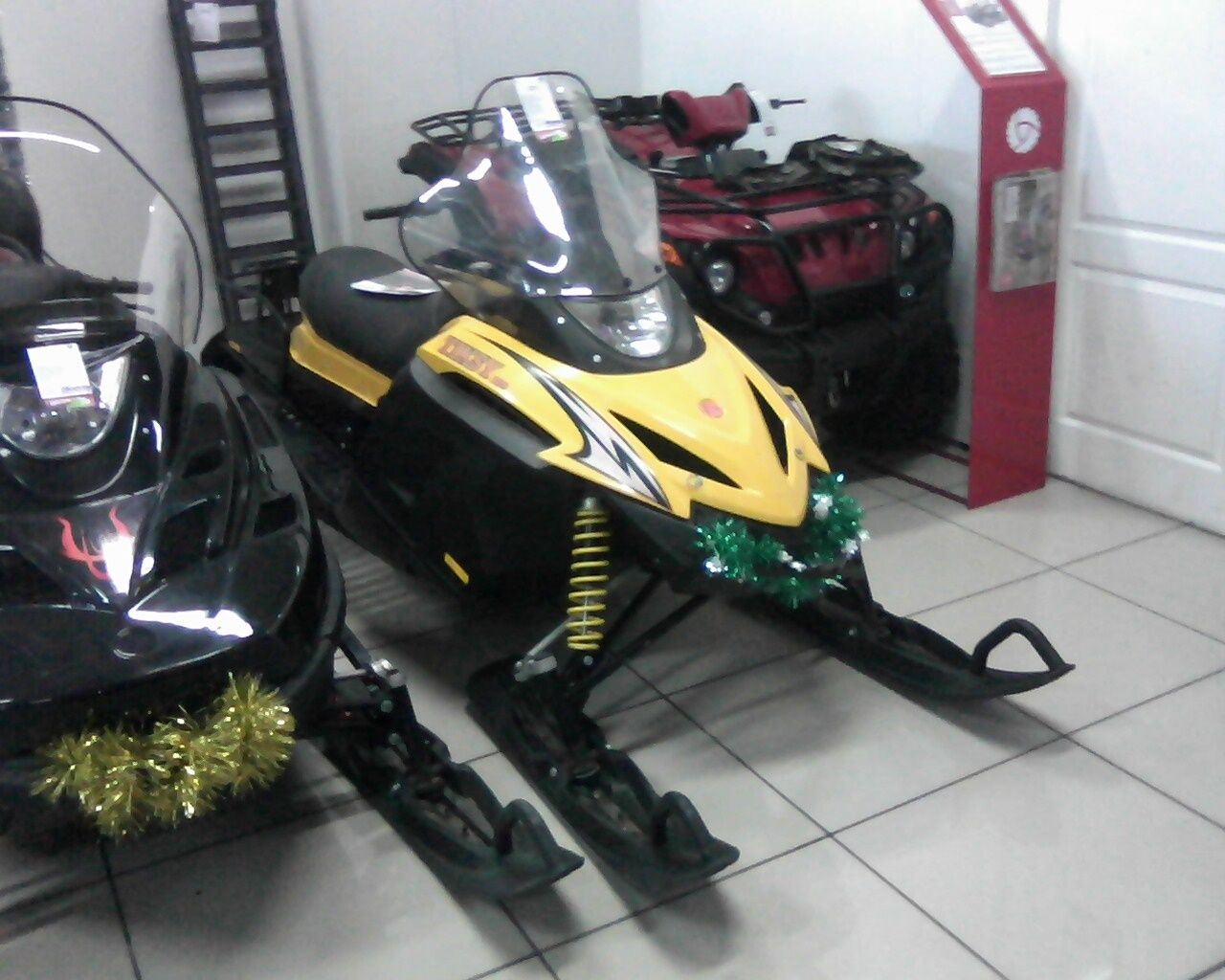
Снегоход «Тикси»

«Tiksy 250» — лёгкий одноместный снегоход, созданный ОАО «Русская механика» (Рыбинск, дочернее предприятие НПО «Сатурн»). Запущен в серийное производство в 2009 году. Главный конструктор — Рашит Сайфиевич Валеев. Проектное название «Husky»

## Технические характеристики
- класс снегохода — легкий утилитарный
- количество мест — 1
- двигатель одноцилиндровый двухтактный РМЗ-250 мощностью 22 л. с.
- применяемое топливо — бензин АИ-92
- запас хода — более 200 км
- топливный бак — 28 л
- система смазки — совместная
- максимальная скорость — 70 км/ч
- масса снегохода — 180 кг
- грузоподъемность снегохода — 120 кг
- вес буксируемого прицепа — 150 кг
- подвеска:
  - передняя подвеска лыж — однорычажная, две легкие пластиковые лыжи
  - задняя подвеска — монорычажная с пневмогидравлическим амортизатором
  - в подвеске ходовой части используются пластиковые катки
- гусеница — гусеничная лента 3170×380 мм
- «электронный реверс» — двигатель останавливается, затем запускается в обратную сторону
- система зажигания — программируемая DUCATI CDI.
- габариты (мм):
  - длина — 2600
  - ширина — 1060
  - высота — 1380

## Награды
«Tiksy 250» — дипломант всероссийского конкурса «100 лучших товаров России» (Ярославская область) 2009 года. Диплом «Новинка года».

## Участие в экспедициях и пробегах
- «Tiksy 250» — участник экспедиции Рыбинск — Салехард, состоявшейся с 4 марта по 10 апреля 2010 года по маршруту длиной в 4000 км, в разработке которого участвовал путешественник и журналист Иван Ксенофонтов, ведущий рубрики журнала «Скутер Дайджест». Маршрут пробега: Рыбинск — Великий Устюг — Урдома — Сыктывкар — Усть-Кулом — Усть-Нем — Якша (Троицк-Печорский) — Столбы выветривания — Няксимволь — Хулимсунт — Приполярный — Саранпауль — Сосьва — Игрим — Берёзово — Азовы — Салехард.